# Kathedrale von Sées

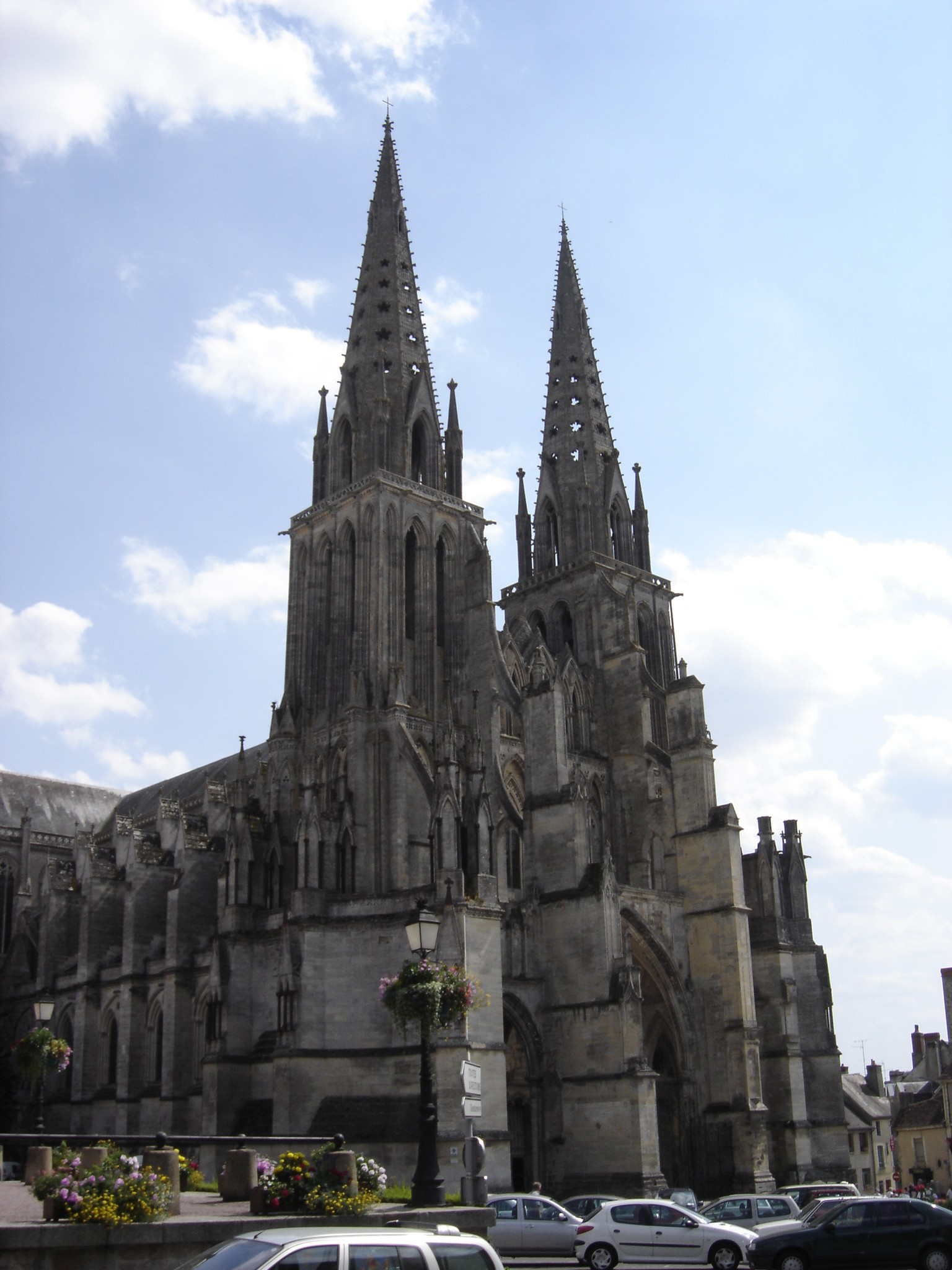
Kathedrale Notre-Dame von Sées

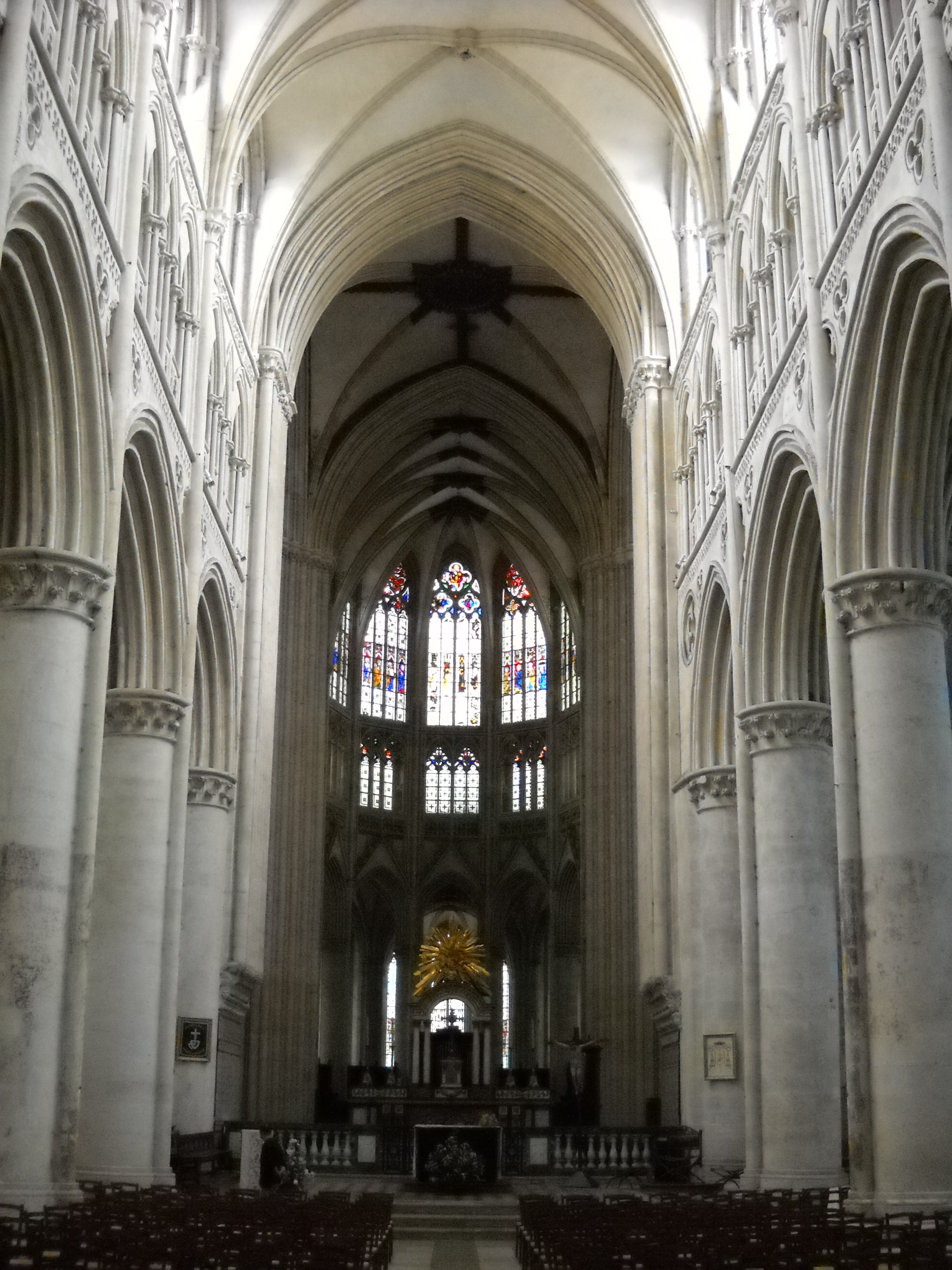
Blick auf den Chorraum

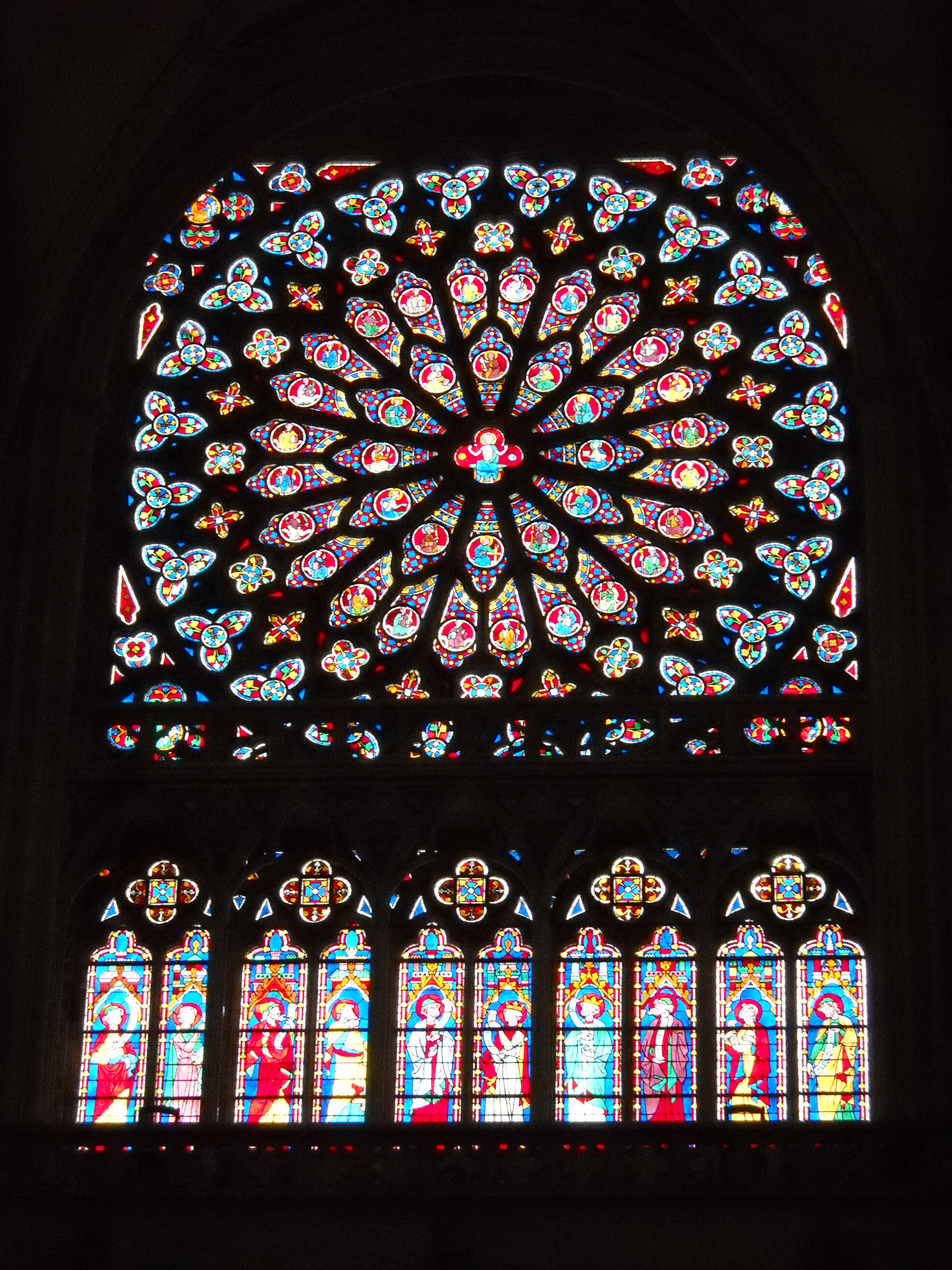
Südliche Fensterrosette

Die Kathedrale von Sées ist eine der Jungfrau Maria (Notre-Dame) geweihte gotische Kirche in der nordfranzösischen Gemeinde Sées (auch Séez), an der Südgrenze der Normandie zum Pays de la Loire. Sie ist Bischofssitz des Bistums Sées. Sie wurde zum großen Teil im 13. Jahrhundert errichtet und aufgrund von Baufehlern inzwischen größtenteils erneuert. Seit dem Jahr 1875 ist sie als Monument historique anerkannt.

## Geschichte
Der romanische Vorgängerbau wurde im Jahr 1174 vom englischen König Heinrich II. in Brand gesteckt. Diese Kirche war den Heiligen Gervasius und Protasius geweiht und diente primär der Aufbewahrung der Reliquien der Heiligen. Die Übertragung der Gebeine wird am 13. Dezember gefeiert.
Der Wiederaufbau in den Jahren nach 1210 als gotische Kathedrale sollte schnell erfolgen und keine hohen Kosten verursachen. Dabei wurden die Fundamente nicht bis auf den festen Boden hinuntergeführt. Die Folgen dieser Entscheidung führten zur Instabilität des Gebäudes und bedrohten die Kathedrale während der nächsten Jahrhunderte. Zu Beginn des 13. Jahrhunderts entstand das dreigeschossige Langhaus, im ausgehenden 13. Jahrhundert wurden Chor und Vierung vollendet. Die Weihe erfolgte im Jahr 1310. Die Fassade entstand im 14. Jahrhundert, ist aber mittlerweile sehr verändert.
Die Kathedrale erlitt Schäden während des Hundertjährigen Krieges (1337–1453). Im Jahr 1516 befürchtete man, die Türme könnten einstürzen, und so wurden schwere Strebemauern gegen die Fassade gesetzt, die Untergeschosse der Türme verschwanden im Laufe der Zeit hinter einem massiven Stützgewand. Trotzdem stürzten bald darauf die Gewölbe des Kirchenschiffs ein. Im Verlauf der Hugenottenkriege (1562–1598) wurde der Bau erneut in Mitleidenschaft gezogen, aber erst 1740 wurde begonnen, den gefährdeten Chor zu sichern.
Zu Beginn des 19. Jahrhunderts wurden zahlreiche Säulen am Außenbau in Gusseisen ersetzt und steinfarben gestrichen. Die Farbe blätterte ab und der dunkle Ton des Eisens steht heute in kräftigem Kontrast zum Stein. Seit 1849 wurde der ganze Bau langsam auf neue, tiefere Fundamente gesetzt. In den Jahren 1850–52 wurde das südliche Querschiff erneuert, das nördliche unterfangen und bis 1880 mit neuen Fundamenten versehen. Dann wurde der Chor komplett demontiert und auf neuen Fundamenten neu errichtet. Zu Beginn des 20. Jahrhunderts folgten die Fundamente der Seitenschiff-Mauern. Die Kathedrale wurde auf diese Weise gerettet, aber immer noch sind die Stützmauern an den Türmen, an der Fassade und am Chor Zeugen einer bedrohten Vergangenheit.

## Bedeutung
Das ca. 83,60 m lange, 9,10 m breite aber nur 24 m hohe Mittelschiff zeigt die scharfen, harten Linien und die reiche Ornamentik der normannischen Gotik; das Fehlen eines Laternenturms rückt die Kathedrale jedoch näher an die Bauten der Île-de-France als zu den übrigen normannischen Kathedralen. Der Chor und seine noch erhaltenen Fenster stehen unter dem Einfluss des reichen Glanzes der späten Hochgotik.

## Orgel

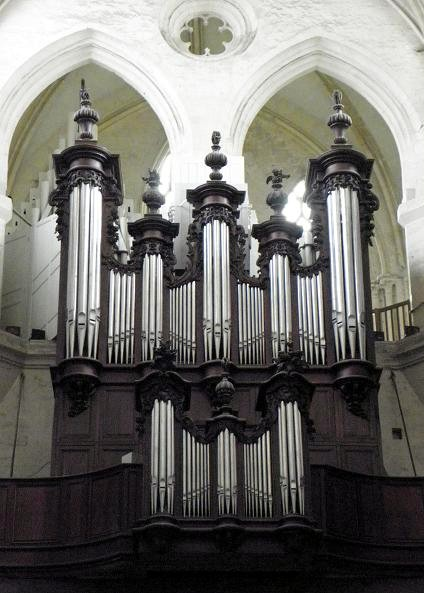
Blick auf den Orgelprospekt

Die Orgel wurde im Jahr 1743 von dem Orgelbauer Claude Parisot mit 29 Registern auf vier Manualen und Pedal erbaut. Das Orgelgehäuse wurde von Jacques Chapelain nach dem Vorbild eines Orgelgehäuses in der Abtei Mondaye gebaut. Im Jahr 1882 wurde das Instrument nach zwischenzeitlichen Veränderungen von Aristide Cavaillé-Coll vollständig reorganisiert. Es hat heute 35 Register auf drei Manualen und Pedal.
| I Positif C–g3 |        |
| Bourdon        | 8′     |
| Salicional     | 8′     |
| Unda maris     | 8´     |
| Flûte douce    | 4′     |
| Nazard         | 2 ⁄3′  |
| Octavin        | 2′     |
| Tierce         | 1 3⁄5′ |
| Cromorne       | 8′     |

| II Grand Orgue C–g3 |       |
| Bourdon             | 16′   |
| Montre              | 8′    |
| Bourdon             | 8′    |
| Flûte harmonique    | 8′    |
| Salicional          | 8´    |
| Prestant            | 4′    |
| Quinte              | 2 ⁄3′ |
| Doublette           | 2′    |
| Plein jeu V         |       |
| Cymbale IV          |       |
| Bombarde            | 16′   |
| Trompette           | 8′    |
| Clairon             | 4′    |

| III Récit expressif C–g3 |    |
| Flûte traversière        | 8′ |
| Viole de gambe           | 8′ |
| Voix céleste             | 8′ |
| Flûte octaviante         | 4′ |
| Dessus Cornet V          |    |
| Trompette                | 8′ |
| Basson-Hautbois          | 8′ |
| Voix humaine             | 8′ |
| Tremolo                  |    |

| Pédale C–f1 |     |
| Contrebasse | 16′ |
| Basse       | 8´  |
| Flûte       | 4′  |
| Bombarde    | 16′ |
| Trompette   | 8′  |
| Clairon     | 4′  |